# Lakeview (Ohio)
Lakeview es una villa ubicada en el condado de Logan en el estado estadounidense de Ohio. En el Censo de 2010 tenía una población de 1072 habitantes y una densidad poblacional de 581,32 personas por km².

## Geografía
Lakeview se encuentra ubicada en las coordenadas 40°29′17″N 83°55′47″O / 40.48806, -83.92972. Según la Oficina del Censo de los Estados Unidos, Lakeview tiene una superficie total de 1.84 km², de la cual 1.83 km² corresponden a tierra firme y (0.7%) 0.01 km² es agua.

## Demografía
Según el censo de 2010, había 1072 personas residiendo en Lakeview. La densidad de población era de 581,32 hab./km². De los 1072 habitantes, Lakeview estaba compuesto por el 97.2% blancos, el 0.75% eran afroamericanos, el 0.28% eran amerindios, el 0.09% eran asiáticos, el 0.09% eran isleños del Pacífico, el 0.37% eran de otras razas y el 1.21% pertenecían a dos o más razas. Del total de la población el 1.03% eran hispanos o latinos de cualquier raza.